# Маргулян Арнольд Евадійович
Арно́льд Ева́дійович Маргуля́н (* 13 (1) квітня 1879, Київ — † 15 липня 1950, Свердловськ) — український та російський диригент, народний артист УРСР — 1933, народний артист РРФСР — 1944, лауреат Державної премії СРСР — 1946.

## З життєпису
Навчався грі на скрипці та диригуванню.
З 1902 року працює диригентом оперних труп у — Києві, Харкові — 1904—1906 та Одесі 1909—1911.
У 1912—1922 — диригент Театру музичної драми та Народного дому в Петрограді.
В 1927—1937 роках очолював Харківський театр опери та балету, та вів вокальний клас Харківського музично-драматичного інституту.
Влітку 1929  Маргулян був відряджений Народним комісаріатом освіти УСРР на музичні свята в Німеччині. "Під час перебування в Німеччині Маргулян інформував музичні кола про сучасний стан  української музики. Німці надзвичайно зацікавилися творчістю українських композиторів і запросили Маргуляна прибути взимку до Берліну та продиригувати кількома концертами, де в репертуарі мають бути виключно твори українських композиторів". (Ж-л "Зоря", Дніпропетровськ, №9, вересень 1929).
З 1937 року працює у Свердловському театрі опери та балету, 1942 — професор Свердловської консерваторії.
Поставив наступні опери:
- «Бахчисарайський фонтан» Б. В. Асаф'єва,
- «Кавказький полоняник» Б. В. Асаф'єва,
- «Князь Ігор» Бородіна — Харків,
- «Лоенгрін» Вагнера — Харків,
- «Суворов» С. Н. Василенка,
- «Отелло» Верді — Свердловськ,
- «Купало» А. Вахнянина — Харків,
- «Піднята цілина» І. І. Дзержинського,
- «Тихий Дон» І. І. Дзержинського,
- «Надія Свєтлова» І. І. Дзержинського,
- «Омелян Пугачов» М. В. Коваля,
- «Золотий обруч» Б. Лятошинського — Харків,
- «Борис Годунов» М. Мусоргського — Харків,
- «Чіо-Чіо-сан» Д. Пуччіні, Харків,
- «Гроза» В. М. Трамбицького,
- «За життя» В. М. Трамбицького,
- «Розлом» Фемеліді — Харків,
- «Гаяне» А. І. Хачатуряна,
- «Броненосець „Потьомкін“» О. Чишка — Свердловськ.